# Los Fueros de Cataluña
Los Fueros de Cataluña és una obra publicada el 1878 pels historiadors i juristes Josep Coroleu i Inglada i Josep Pella i Forgas, que recull i actualitza a format de constitució moderna el contingut de les constitucions catalanes tal com eren el 1702.
L'obra porta per subtítol Descripción comentada de la constitución histórica del Principado; sus instituciones políticas y administrativas y sus libertades tradicionales, con la relacion de muchas revoluciones, escenas y anécdotas curiosas, palabras y hechos notables de catalanes ilustres y el estudio comparativo de esta constitución parangonada con las de todas las naciones, inclusas las forales de Navarra y las provincias vascongadas

## Importància
Juntament amb Las Cortes Catalanas (1876), també en col·laboració amb Josep Pella, es considera el llibre de Los Fueros de Cataluña el fonament de la reivindicació jurídica i institucional del catalanisme, que fins aleshores s'havia mogut més en aspectes cultural. Així, el treball de Coroleu i Pella, sempre sobre bases rigorosament documentals, esdevindrà referència del moviment catalanista conservador i inspirador de documents com el Memorial de Greuges de 1885

## Contingut
L'obra conté apartats amb el que serien les lleis catalanes actualitzades (en negreta en la relació següent), i d'altres de difusió o reivindicació de la cultura i la tradició catalana.
- Advertencias preliminares
- Al que leyere
- Preámbulo
- Constitución política de Cataluña, formada con arreglo a los Usatges, Constituciones, Capítulos y otras Leyes antiguas de la Tierra que sancionaron las Cortes Catalanas reunidas en la ciudad de Barcelona en el año de 1702
- Acta de la unión federativa de los estados de la Corona de Aragón
- Unión monárquica de las coronas de Aragón y Castilla
- De las antiguas universidades literarias de la corona de Aragón
- De la abolición de los Fueros de Cataluña
- Consecuencias de la guerra de Sucesión
- Epílogo: los Fueros de Cataluña subsisten de derecho
- Apéndices
  - De algunas tradiciones populares de Cataluña, de F.Maspons i Labrós
  - Institució d'hereu familiar de Joaquim Sitjar i Bulcegura
  - Discurso pronunciado por el sr.D.Francisco Permanyer en la sesión celebrada por el Congreso de Diputados el dia 7 de enero de 1861

### Constitución política de Cataluña
Aquest apartat és el principal de l'obra i el que li ha donat més rellevància posteriorment, perquè es tracta d'un treball de conversió a format de Constitució de la legislació catalana vigent a les Corts de 1702 de Felip V, darrera existent sense tenir en compte les Corts de 1705 de Carles III. Així, el text té el format d'una constitució actual, amb títols, capítols i articles, però amb el contingut legal que li hauria correspost el 1702. En tot cas, cada conjunt d'articles proposats és comentat àmpliament i documentat segons la legislació indicada.

Els mateixos autors ho expliquen clarament en les Advertencias preliminares
con la mira de dar más gráfico relieve a los principios de derecho escrito y consuetudinario que formaban la constitución histórica del Principado, los hemos clasificado, por decirlo así, a la moderna, lisonjeándonos de que nuestros lectores no tomarán a mal esta impropiedad en que incurrimos voluntariamente, sistematizando en Títulos, Capítulos y Artículos las innumerables ordenaciones y usos que formaban el derecho público de Cataluña.
De fet, ja en els primers articles es pot comprovar que és una transposició a Catalunya de la Constitució de Cadis de 1812. Així, el text de Cadis comença de la manera següent:
TÍTULO PRIMERO DE LA NACIÓN ESPAÑOLA Y DE LOS ESPAÑOLES
CAPÍTULO PRIMERO. De la Nación española.
Art. 1º. La Nación española es la reunión de todos los españoles de ambos hemisferios.
Art. 2º. La Nación española es libre e independiente, y no es ni puede ser patrimonio de ninguna familia ni persona.
Art. 3º. La soberanía reside esencialmente en la Nación, y por lo mismo pertenece a ésta exclusivamente el derecho de establecer sus leyes fundamentales.
Art. 4º. La Nación está obligada a conservar y proteger por leyes sabias y justas la libertad civil, la propiedad y los demás derechos legítimos de todos los individuos que la componen. 
I l'inici de la Constitució catalana el segueix majoritàriament
Titulo I. DE LA TIERRA CATALANA Y LOS CATALANES
CAPÍTULO 1
Artículo 1º. La nación catalana es la reunión de los pueblos que hablan el idioma catalán. Su territorio comprende: Cataluña, con los condados de Rosellón y Cerdaña; el Reino de Valencia; el reino de Mallorca
Articulo 2º. Los tres pueblos que forman la nación catalana tienen su constitución política y están confederados entre sí y con el Reino de Aragón mediante ciertas condiciones que son objeto de una ley especial. Cataluña es el estado político formado dentro de la confederación por los catalanes del Principado y condados de Rosellón y Cerdaña
Artículo 3º. El Principado de Cataluña es libre e independiente y por ningún concepto puede romperse su unidad ni alienarse
Artículo 4º. El derecho de establecer las leyes fundamentales del Estado compete al Príncipe, juntamente con las Cortes Generales, en las cuales reside la representación de todos los estamentos de Cataluña
Artículo 5º. Toda autoridad se constituye y ejerce en Cataluña mediante el pacto jurado entre el gobernante y los gobernados, de cumplir y hacer cumplir al pie de la letra las Constituciones y Usajes, a cuyo amparo están la propiedad, las libertades y demás derechos de los catalanes.

#### Interpretació errònia: el falsJurament de Felip V
Malgrat tot, el text ha estat mal interpretat posteriorment, sobretot a partir de la traducció feta per Antoni Rovira i Virgili el 1932 com a apèndix a La Constitució Interior de Catalunya i la publicació el 1984 de La victòria catalana de 1705 d'Antoni Porta i Bergadà. Així es considerà erròniament que el text reconstruït de la Constitució era el realment vigent el 1702 i que, per tant, havia estat jurat pel rei Felip V en les Corts de 1702.